# Tenjō-ji

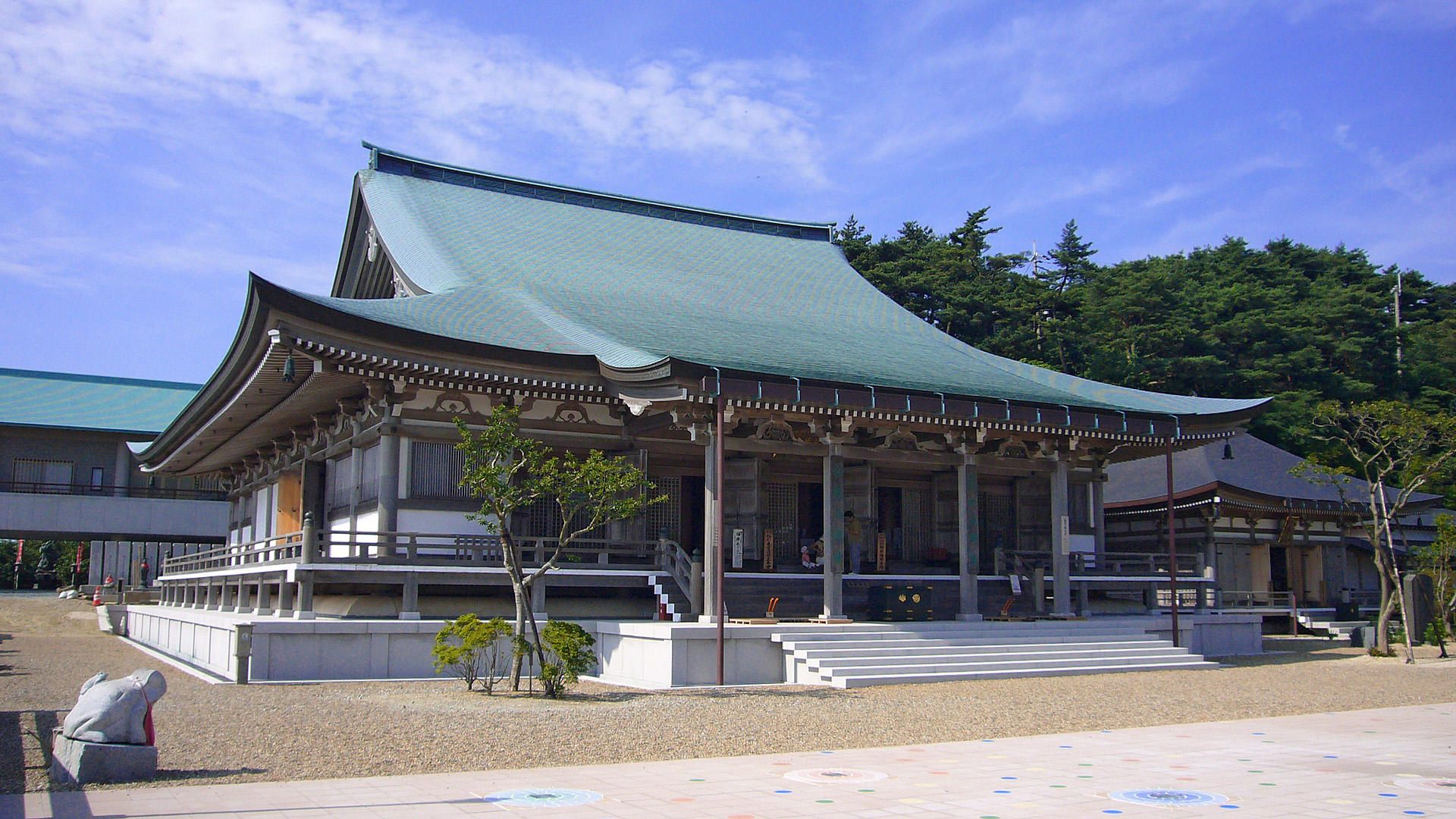
Le temple principal

Le Tenjō-ji (忉利天上寺) est un temple bouddhiste situé à Kōbe au Japon.
Le Tenjō-ji aurait été fondé en 646 par un grand prêtre Hodo, à la demande de l'empereur Kōtoku. Au VIIIe siècle, un autre grand prêtre Hodo rapporte de Chine une statue de Māyā, la mère de Bouddha et consacre le temple à son culte.
Le Tenjō-ji est un temple influent pendant longtemps, mais le temple d'origine, situé très près du sommet de la montagne a été brûlé par un pyromane en 1975. Le temple a été rétabli à un endroit plus élevé et au nord de l'original.
Le nom du mont Maya trouve son origine dans l'histoire du temple.

## Galerie d'images

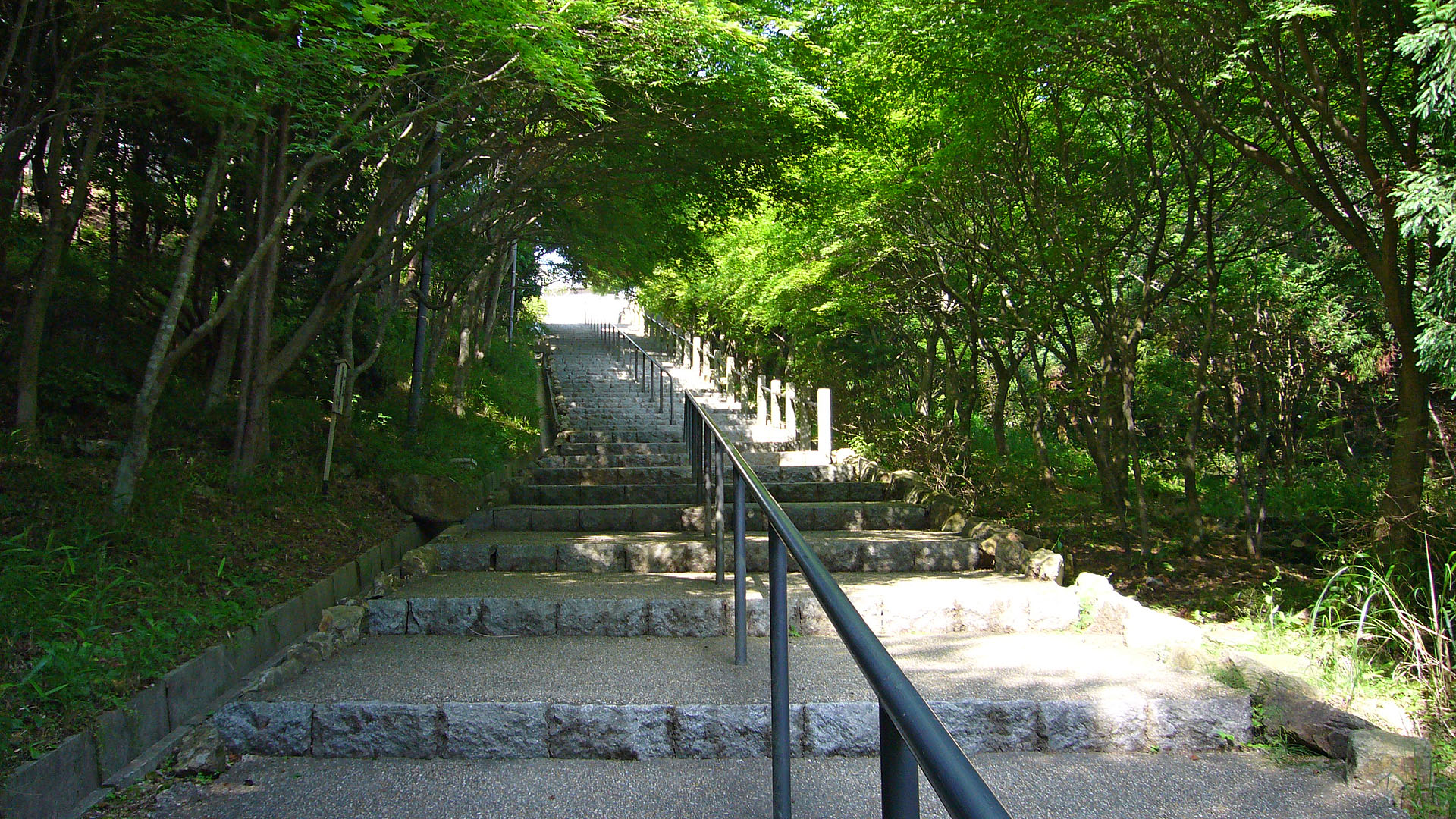
Marches de pierre vers le temple
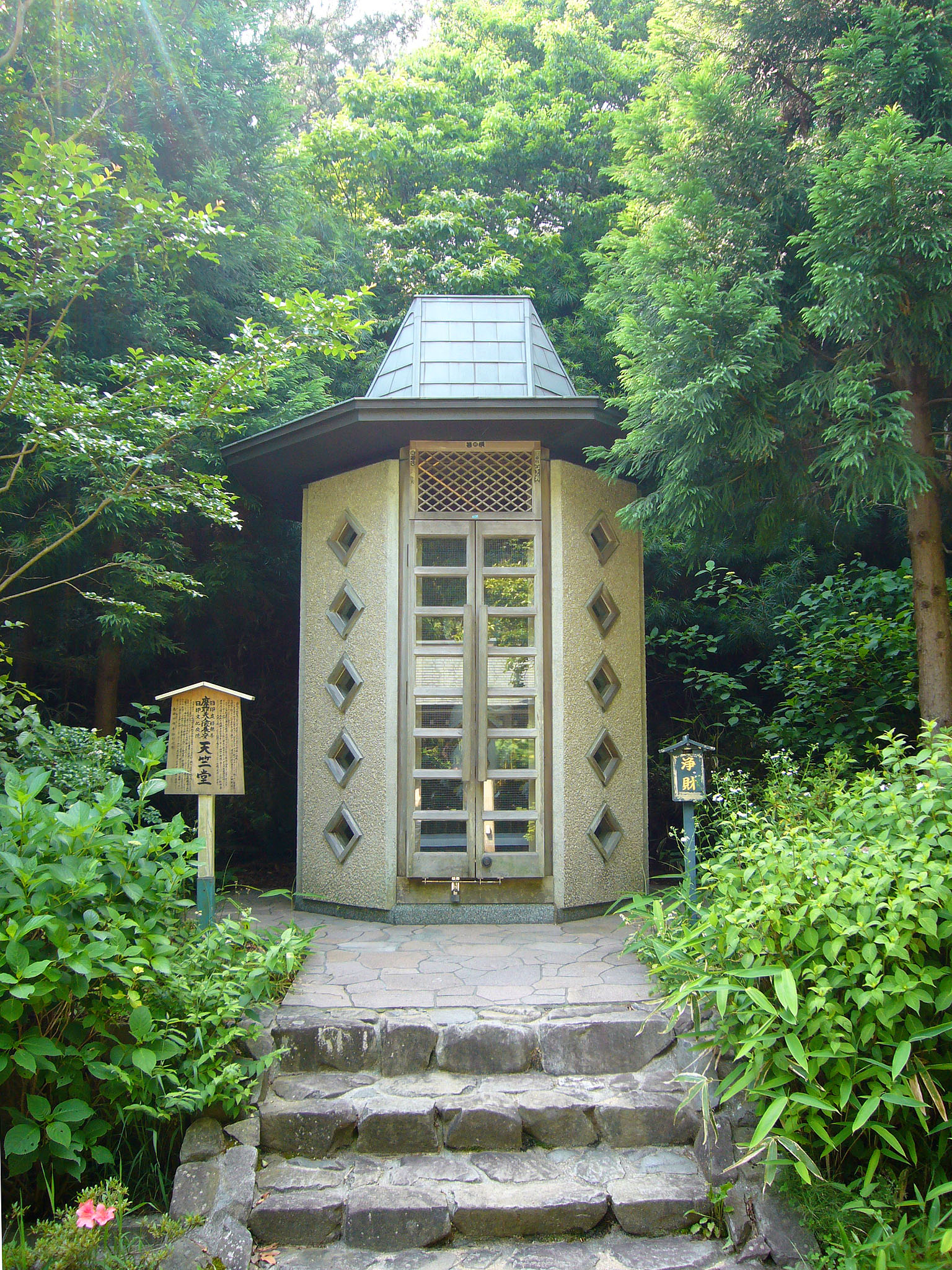
Tenjikudo
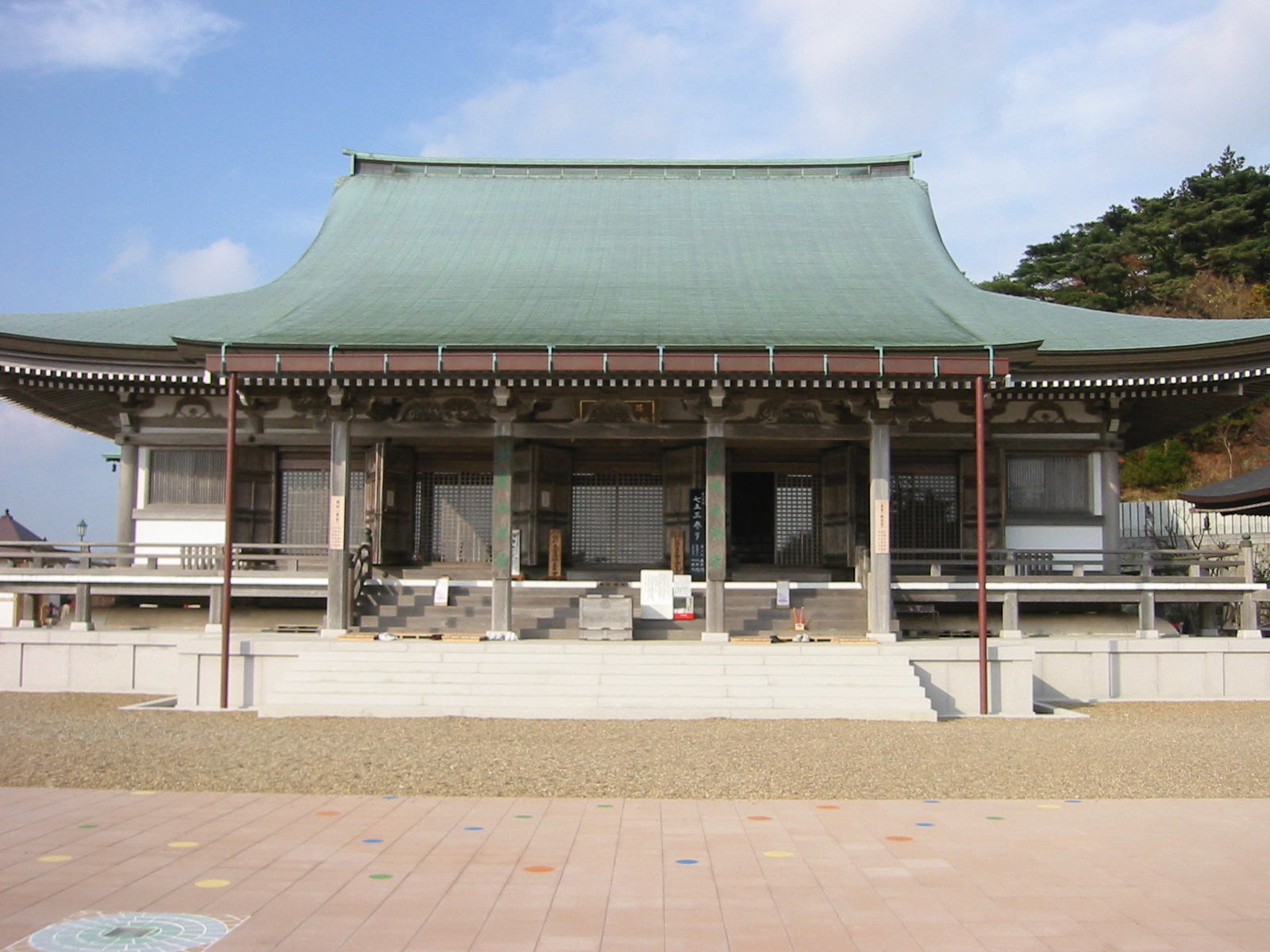
Bâtiment principal
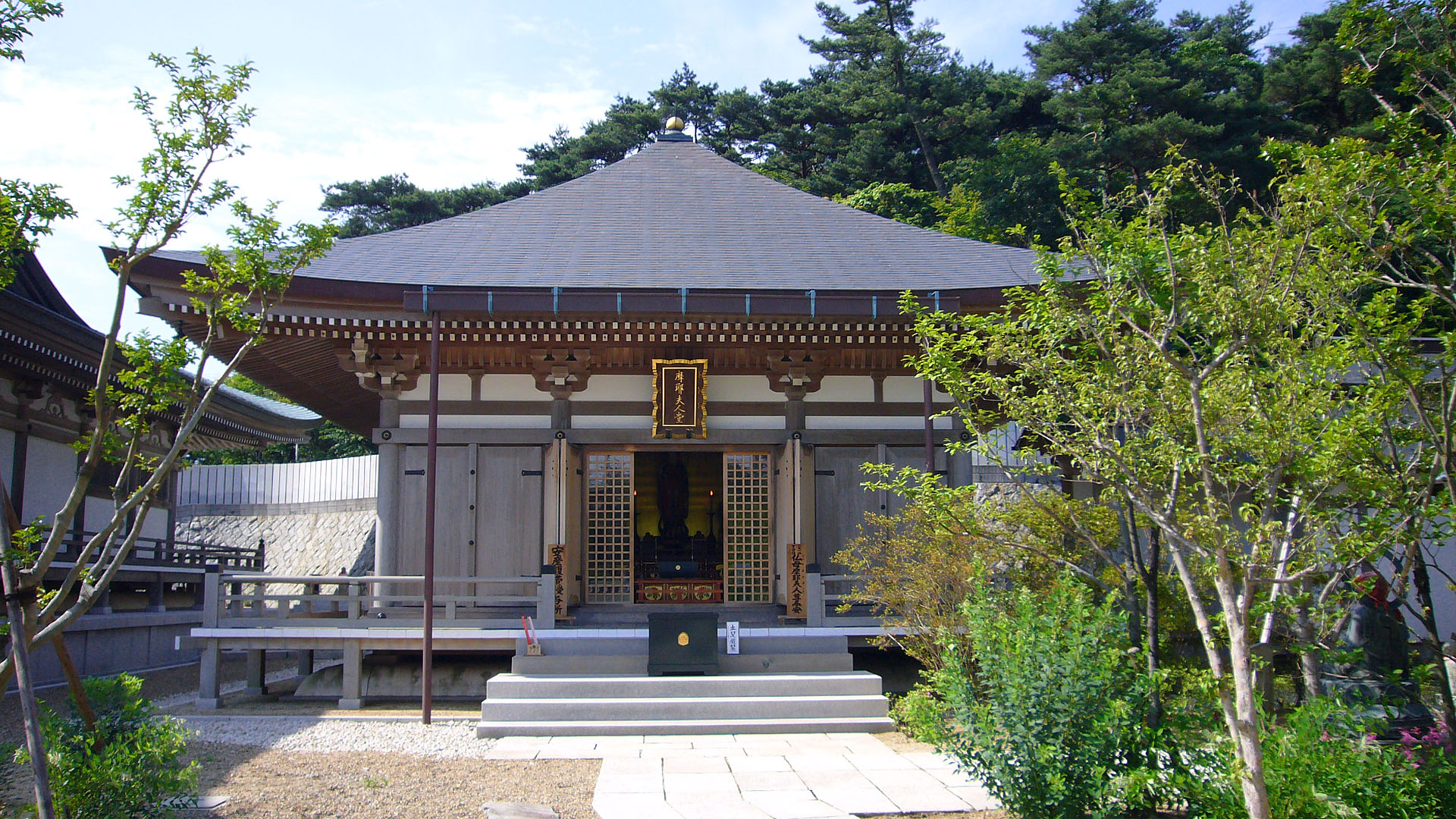
Bâtiment de Maya
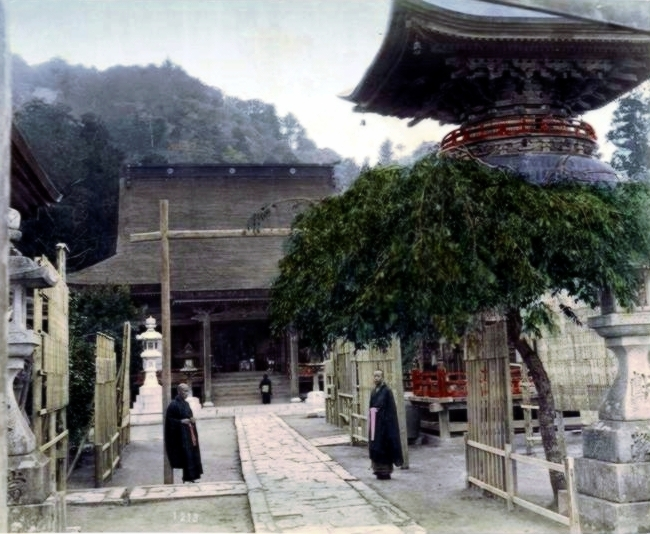
Ancien Tenjō-ji
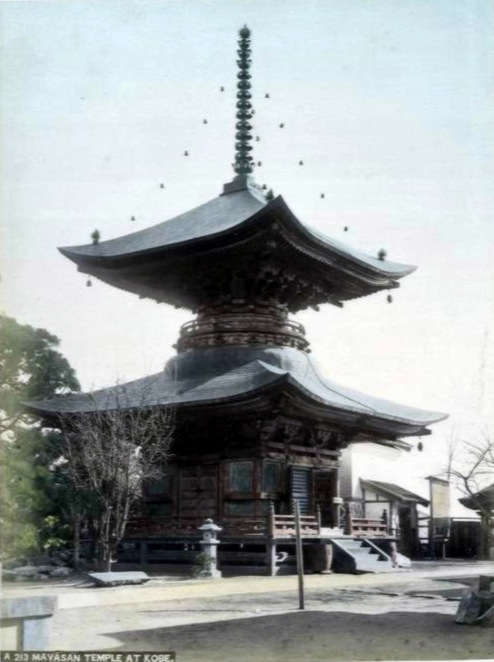
L'ancienne pagode à un étage

## Source de la traduction
- (en) Cet article est partiellement ou en totalité issu de l’article de Wikipédia en anglais intitulé « Tenjō-ji » (voir la liste des auteurs).